# (19268) Morstadt
(19268) Morstadt (1995 UZ) – planetoida z pasa głównego asteroid okrążająca Słońce w ciągu 4,53 lat w średniej odległości 2,74 j.a. Odkryta 21 października 1995 roku.